# Игат
Игат — река в России, протекает по Татарстану. Впадает в Нижнекамское водохранилище с юга (до образования водохранилища являлась левым притоком р. Ик). Длина реки составляет 10 км, площадь водосборного бассейна 46,7 км².

## Описание
Берёт начало у горы Каменная (абсолютная высота 206 м) на северо-востоке Тукаевского района. Направление течения — северо-восток-восток. В низовьях протекает по северо-западной оконечности Мензелинского района.
В бассейне расположены 4 населённых пункта: с. Калмия и деревни Малтабарово, Туирово, Тавларово.

## Данные водного реестра
По данным государственного водного реестра России относится к Камскому бассейновому округу, водохозяйственный участок реки — Ик от истока и до устья, речной подбассейн реки — бассейны притоков Камы до впадения Белой. Речной бассейн реки — Кама.
Код объекта в государственном водном реестре — 10010101312111100029012.